# 1124-es tervszámú korvett
Az 1124-es tervszámú korvett (szovjet kódneve Albatrosz, NATO-kódja Grisha) szovjet tengeralattjáró-elhárító korvett, melyek gyártása 1970–1990 között folyt több hajógyárban. A szovjet terminológiában a hajók megnevezése kis tengeralattjáró-elhárító hajó (rövidítve MPK) volt. Fő feladatkörük a tengeralattjáró-elhárítás és a partvédelmi feladatok voltak, de többféle speciális feladatkörrel rendelkező változatait is kifejlesztettek. A hajókat napjainkban Oroszország, Ukrajna és Litvánia üzemelteti. Az 1990-es években Ukrajnában tovább folytatódott a gyártása, több példányt építettek az Ukrán Haditengerészet számára.

## Típusváltozatok

### 1124
Az alapváltozat, melyből összesen 38 darabot építettek a Szovjet Haditengerészet számára. Ebből 19 példányt a zelenodolszki 340. sz. Gorkij Hajógyár, 5 példányt a kijevi Lenyinszka Kuznya hajógyár, 14 darabot pedig a habarovszki 876. sz. Kirov hajógyár épített. Az alapváltozat első hajóját 1967. szeptember 25-én állították szolgálatba MPK–147 hadrendi jelzéssel. Fő fegyverzetét egy darab kétcsövű, 57 mm-es AK–725-ös csöves tüzérségi rendszer alkotta. A második sorozattól a hajókat egy darab, 30 mm-es, hatcsövű AK–630M tüzérségi rendszerrel is ellátták.

## Alkalmazása

### Litvánia
Litvánia a szovjet Balti Flotta állományából a flotta 1992. október 29-i felosztásakor kapott két darab, a második gyártási sorozatból származó egységet (azzal a megkötéssel, hogy a hajókat harmadik félnek nem adhatja tovább). A Litván Haditengerészet az MPK–44 Komszomolec Latvii hajót F–11 hadrendi jelzéssel és Žemaitis néven, míg az MPK–108 jelzésű hajót F–12 hadrendi jelzéssel és Aukštaitis néven fregatt kategóriába besorolva állították szolgálatba. A hajók partvédelmi feladatokat láttak el. Žemaitist 2008. október 22-én, az Aukštaitist 2009. november 18-án vonták ki a szolgálatból.